# 五島盛利
五島 盛利（ごとう もりとし）は、肥前国福江藩2代藩主。五島家22代当主。

## 生涯
天正19年（1591年）、宇久盛長の長男として生まれる。文禄3年（1594年）に五島玄雅の養子となる。慶長8年（1603年）に徳川家康に拝謁して、正式に世子として認められた。慶長17年（1612年）に玄雅が死去したため、家督を継いだ。
慶長18年（1613年）から藩主権力強化のため、在郷の家臣団を城下に移住させ、兵農分離を進める福江直りと言われる政策を推進したが、慶長19年（1614年）8月15日に居城の江川城が焼失し、さらに大坂冬の陣も始まって出兵せざるを得なくなったため、一旦頓挫した。
元和5年（1619年）には玄雅の実子・角右衛門の養子であった大浜主水が、後継者の権利主張と盛利の失政を幕府に対して直訴した大浜主水事件が起こったが、幕府は盛利の正統性を認め、盛利は主水とその一派を処刑した。しかし、この事件は元禄期まで禍根を残すことにもなった。
寛永11年（1634年）までに福江直りの政策を完成させて藩主権力を確立し、さらに長子相続制の確立や検地の実施なども行なって藩政の基礎固めに務めた。
寛永19年（1642年）7月19日に死去した（異説として寛永21年（1644年）7月19日とも）。享年52。跡を長男の盛次が継いだ。

## 系譜
父母
- 宇久盛長（実父）
- 芳春 ー 富永氏、側室（実母）
- 五島玄雅（養父）

正室、継室
- 末子 ー 奈留八太の娘（正室）
- 梅子 ー 七里玄通の娘（継室）

子女
- 五島盛次（長男）生母は梅子（継室）
- 五島盛清（三男）生母は梅子（継室）
- 普照院[4] ー 日向正春室、生母は梅子（継室）